# Antonio Oseguera Cervantes
Antonio Oseguera Cervantes (Aguililla, Michoacán, 20 de agosto de 1958), conocido como Tony Montana, es un exnarcotraficante mexicano y exlíder de alto rango del Cártel de Jalisco Nueva Generación (CJNG). Su hermano es Nemesio Oseguera Cervantes (alias "El Mencho"), máximo líder del CJNG y uno de los capos de la droga más buscados de México. En México, fue acusado formalmente en 2015 por tráfico de drogas y posesión de armas de fuego exclusivas para militares.
El 3 de diciembre de 2015, Oseguera Cervantes fue detenido mientras conducía en Tlajomulco, Jalisco. Fue encarcelado en el Centro Federal de Readaptación Social No. 11, un penal de máxima seguridad en Sonora. Al año siguiente, el Departamento del Tesoro de los Estados Unidos lo sancionó bajo la Ley de Designación de Capos Extranjeros del Narcotráfico por brindar asistencia financiera y material al CJNG. Posteriormente, un juez lo liberó de prisión tras determinar que hubo violaciones a su debido proceso. Fue recapturado el 20 de diciembre de 2022 y extraditado a Estados Unidos el 27 de febrero de 2025.

## Primeros años y carrera
Antonio Oseguera Cervantes nació el 20 de agosto de 1958, en Aguililla, Michoacán, México. Utiliza otro nombre formal, Joel Mora Garibay, y a menudo se le conoce por su alias "Tony Montana". Se dice que tiene cinco hermanos: Nemesio, Juan, Miguel, Marín y Abraham. Sus antecedentes penales se remontan a la década de 1990. En 1996, Oseguera Cervantes fue arrestado por cargos de heroína en los EE. UU. y deportado a México , donde renovó sus actividades de tráfico de drogas. Varios de sus hermanos también fueron acusados de distribución de heroína u otros delitos en los EE. UU. esa década. En 2001, Oseguera Cervantes fue liberado de una prisión en Mississippi después de ser condenado por daños a la propiedad.
Su hermano Nemesio (alias "El Mencho") es el líder del Cártel Jalisco Nueva Generación (CJNG) y uno de los capos de la droga más buscados de México. Bajo su hermano, Oseguera Cervantes era responsable de supervisar la compra y venta de armas de fuego para el CJNG. También era responsable de administrar esquemas de lavado de dinero y transmitir información de actividades de aplicación de la ley al CJNG. Según las fuerzas de seguridad mexicanas, coordinó principalmente las operaciones del CJNG mientras estaba basado en el Área metropolitana de Guadalajara.
El 27 de octubre de 2016, el Departamento del Tesoro de los Estados Unidos sancionó a nueve ciudadanos mexicanos, incluido Oseguera Cervantes, bajo la Ley de Designación de Cabecillas Extranjeros del Narcotráfico (también conocida como la "Ley Kingpin") por su presunta participación en el lavado de dinero y tráfico internacional de drogas. Fueron acusados de brindar asistencia financiera y material a su hermano Nemesio y a su cuñado Abigael González Valencia (alias "El Cuini"), los dos líderes del CJNG y Los Cuinis. Como resultado de esta sanción, los activos de Oseguera Cervantes en los EE. UU. fueron congelados y se prohibió a los ciudadanos estadounidenses realizar transacciones con él.

## Arresto y liberación
Oseguera Cervantes fue detenido por la Policía Federal y el Ejército Mexicano el 3 de diciembre de 2015 en Tlajomulco de Zúñiga, Jalisco.  Se identificó usando una identificación con su otro alias, Joel Mora Garibay. La policía lo arrestó y confiscó su vehículo, dos rifles de asalto, una pistola y un paquete con una cantidad no revelada de narcóticos. El jefe de la Policía Federal, Enrique Francisco Galindo Ceballos, confirmó su detención al día siguiente en una conferencia de prensa. Afirmó que Oseguera Cervantes era un líder de alto rango del CJNG y que su detención era un duro golpe al círculo financiero del grupo.
El 15 de julio de 2016, un tribunal de apelaciones en Jalisco concedió a Oseguera Cervantes un recurso de amparo tras descubrir que se le había acusado formalmente de tráfico de drogas y posesión de armas exclusivas de uso militar sin la firma requerida por un juez en uno de los documentos utilizados en el caso. El documento judicial sin firmar contenía información sobre pruebas de huellas dactilares que vinculaban a Oseguera Cervantes con las armas y drogas incautadas en el momento de su arresto. También incluía información sobre el vehículo de la defensa y sus exámenes mentales y de comportamiento realizados por investigadores criminales. El tribunal de apelación declaró que la falta de firma afectó la representación legal de Oseguera Cervantes y, por lo tanto, constituyó una violación al proceso legal. Esto hizo retroceder el caso contra Oseguera Cervantes a sus etapas iniciales. Posteriormente fue liberado de prisión después de que un juez considerara que hubo violaciones a su debido proceso.

## Recaptura y extradición
El 20 de diciembre de 2022, Oseguera Cervantes fue capturado en posesión de armas en un suburbio de Guadalajara. Las autoridades dijeron que supervisaba acciones violentas y logísticas, además de comprar armas y lavar dinero para el cártel.
El 27 de febrero de 2025 fue extraditado a Estados Unidos junto con otros 28 narcotraficantes entre ellos Rafael Caro Quintero, fundador del Cártel de Guadalajara (antecesor del CJNG) y Miguel Treviño Morales, exlíder de Los Zetas.